# American College of Radiology
L'American College of Radiology (ACR), fondé en 1923, est une société médicale professionnelle représentant près de 40 000 radiologues diagnostiques, radio-oncologues, radiologues interventionnels, médecins nucléaires et physiciens médicaux.
L'ACR compte 54 sections aux États-Unis, au Canada et au sein du Council of Affiliated Regional Radiation Oncology Societies (CARROS).

## Critères de pertinence de l'ACR
Les critères de pertinence de l'ACR (ACR AC) sont des lignes directrices fondées sur des données probantes qui aident les médecins traitants et les autres prestataires à prendre la décision la plus appropriée en matière d'imagerie ou de traitement pour un état clinique spécifique. Les ACR AC comprennent 178 sujets d'imagerie diagnostique et de radiologie interventionnelle avec 912 variantes cliniques et plus de 1 550 scénarios cliniques.
Les ACR sont accessibles à tous les médecins via ACR Select, un module contenu dans CareSelect Imaging.
En créant les CA de l'ACR, le groupe de travail de l'ACR sur les critères de pertinence a incorporé des attributs pour le développement de lignes directrices de pratiques médicales acceptables utilisées par l’Agency for Healthcare Research and Quality (AHRQ), telles que conçues par l’Institute of Medicine.